# 마이크로소프트 MVP

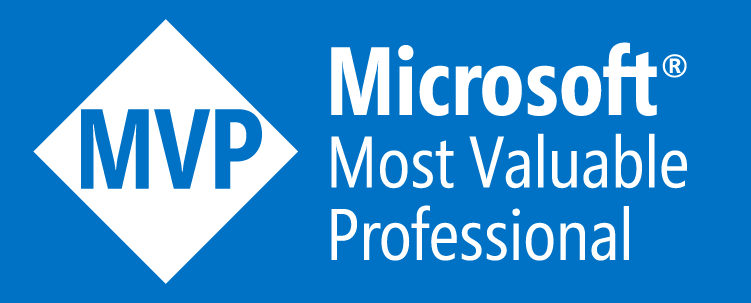

마이크로소프트 MVP(Microsoft MVP, Microsoft Most Valuable Professional) 상은 마이크로소프트가 "자신의 지식을 커뮤니티와 열정적으로 공유하는 기술 전문가"에게 수여한다. 이 상은 "마이크로소프트와 직간접적으로 관련된 다양한 기술 커뮤니티와 자신의 기술 전문 지식을 적극적으로 공유"하는 사람들에게 수여된다. MVP 표창은 1년 동안 지속되며 전년도에 대한 개인의 마이크로소프트 관련 활동, 기여 및 영향력에 대해 수여된다.
MVP 프로그램은 소프트웨어 개발자 커뮤니티에서 성장했다. 초기 MVP 중 일부는 유즈넷 및 컴퓨서브와 같은 온라인 동료 지원 커뮤니티에서 가장 활동적인 사람들이었다. 이후 다른 유형의 제품과 기타 기여 방법을 포함하도록 성장했다. 스티브 발머는 마이크로소프트 MVP 그룹과 윈도우 XP 및 윈도우 비스타에 대해 이야기했다.
유니버설 스레드 웹 사이트의 타마르 그라노르(Tamar Granor)의 게시물은 MVP 프로그램의 기원에 대한 설명을 제공한다.
암흑 시대에 마이크로소프트는 컴퓨서브에 대해 많은 기술 지원을 제공했다. 컴퓨서브 폭스프로 포럼은 매우 분주했으며 당시 독립 개발자이자 현재는 폭스 팀의 개발자 리드인 캘빈 흐시아(Calvin Hsia)가 "캘빈스 리스트"(Calvin's List)라고 부르는 것을 만들었다. 보낸 메시지와 받은 메시지의 정보를 모두 포함한 개인별 게시물 수 목록이었다. 매달 캘빈스 리스트에서 상위 10위 안에 든다는 것은 대단한 성과였다. 비록 그것이 좋은 것인지 나쁜 것인지에 대해 논의했지만 말이다." 이야기에 따르면 일부 마이크로소프트 직원은 높은 공헌을 한 사람을 식별하는 방법으로 캘빈스 리스트에 뛰어들었다. 그리하여 MVP 프로그램이 탄생했다.